# Capilla de San Ildefonso (Puebla)
La Capilla de San Ildefonso es un edificio religioso del culto católico que se ubica en la ciudad de Puebla, específicamente en la avenida Reforma 706, a un costado del Templo de San Marcos y fue edificado a mediados del siglo XVII.

## Historia
La historia del templo está unida a la del hospital, mandado a construir por el obispo Alonso de la Mota. Sin embargo, antes de esto, la Compañía de Jesús realizó un colegio donde se enseñaba teología escolástica, moral y filosofía. Más tarde, a mediados del siglo XVII, se decidió realizar el hospital para la atención de los indios, y un templo para los servicios espirituales de los mismos. La realización del edificio corrió a cargo de Francisco de Aguilar y el precio estimado fue de veintitrés mil pesos oro.
Bajo la administración de la Compañía de Jesús, el templo fue una capilla del colegio jesuita, y más tarde también fue administrado por los agustinos; esto mientras su templo (dañado durante el Sitio de Puebla) era reconstruido.
Durante el siglo XVIII, en la edificación del hospital (junto a la capilla) se estableció el hospicio para pobres. En 1863, el edificio se dañó y en el siglo XX fue restaurado por Emilio López Vaal.

## Estilo artístico y arquitectónico
Posee una portada de cantera gris, característica de los inicios del barroco en Puebla. El arco de la entrada es un arco de medio punto con almohadillado; característica que se repite en la ventana del coro. El arquitrabe también presenta el almohadillado, en forma radial.
El interior, sin bancas pues ya no está destinado al culto, posee un estilo neoclásico. En el testero tiene un ciprés, y en la parte de atrás lo adorna un altar neoclásico pintado, el cual está dividido en veintiún paneles. La pintura da un efecto de perspectiva y espacialidad. "De fondo gris, a modo de piedra, incluye la simulación arquitectónica de un par de ventanas y unos nichos que incluyen esculturas en blanco; ninguno de los paneles “respeta” estos elementos, sino que se complementan al ser armado."